# Desarreglo miocárdico
En cardiología, un desarreglo cardíaco es un término que describe una pérdida en el arreglo paralelo normal de los miocitos, o sea, las células musculares cardíacas. En el trastorno, los miocitos tienden a formar círculos alrededor de focos de tejido conjuntivo. El desarreglo cardíaco se asocia con fibrosis miocárdica, que es el reemplazo del músculo cardíaco por tejido no-contráctil cicatrizante.

## Patologías
El desarreglo cardíaco puede verse en una variedad de enfermedades del corazón, incluyendo:
- Estenosis aórtica
- Cardiopatía congénita
- Enfermedad cardíaca hipertensiva
- Miocardiopatía hipertrófica

El factor común entre estas enfermedades es que todas causarán un determinado tipo de remodelaje del ventrículo izquierdo, por lo general fibrótico.